# Bailleulval
Bailleulval je francouzská obec v departementu Pas-de-Calais v regionu Hauts-de-France. Žije zde 233 obyvatel.

## Poloha obce
Sousední obce jsou: Bailleulmont, Basseux, Berles-au-Bois, Gouy-en-Artois, Monchiet a Rivière.

## Vývoj počtu obyvatel
Počet obyvatel